# 서피스 랩탑 SE
서피스 랩탑 SE (Surface Laptop SE)는 Microsoft에서 제조한 노트북 컴퓨터이다. 2021년 11월 9일 공개되었으며, 교육 시장만을 위한 서피스 노트북 시리즈의 보급형 모델이다. 서피스 랩탑 SE는 2022년 초에 출시될 예정이다.

## 특징
- Intel Celeron N4020 또는 N4120
- 4GB 또는 8GB RAM
- 64GB 또는 128GB의 eMMC 스토리지.
- 720P 비디오 지원을 제공하는 1 메가픽셀 전면 카메라
- 가장 저렴한 표면 노트북
- Windows 11 SE 운영 체제
- 가로 세로 비율이 16:9인 11.6인치 1366 x 768 디스플레이
- 올플라스틱 보디
- USB-A 포트, USB-C 포트, 3.5mm 헤드폰 잭
- DC 전원 커넥터